# F・スコット・フィッツジェラルド
フランシス・スコット・キー・フィッツジェラルド（Francis Scott Key Fitzgerald, 1896年9月24日 - 1940年12月21日）は、アメリカの小説家。一般には筆名のF・スコット・フィッツジェラルドとして知られる。1920年代の「失われた世代」の作家の一人とみなされ、狂騒の「ジャズ・エイジ」を描いたその作品は後世の多くの作家に影響を与えた。生前に発表した長編小説は4作品にすぎないものの、今日では20世紀のアメリカ文学を代表する小説家の一人としてその名を残している。

## 来歴

### 誕生から
フィッツジェラルドは1896年9月24日、北西部ミネソタ州のセントポール市ローレル街に生まれた。カトリックを信仰する両親は共にアイルランド系の家系であり、父エドワードはメリーランド州モンゴメリー郡ロックヴィルの出身で家具工場を経営していた。母メアリー（通称モリー）はセントポールの著名な実業家フィリップ・フランシス・マッキラン（Philip Francis McQuillan）の長女であった。名前の由来となったアメリカ国歌の作詞者フランシス・スコット・キーは父方の遠縁にあたる。エドワードとメアリーはフィッツジェラルドが生まれる3か月前に二人の女児を流行病で失っていたため、フィッツジェラルドは一人息子として育てられることとなる。また、1900年に妹が出生するもすぐに死亡している。
1898年に経営していた家具工場が倒産したため、エドワードはP&G社のセールスマンとなり、一家はニューヨーク州バッファローに移り住む。1901年、のちにクリフトン・スプレイグの妻となる妹アナベルが出生。
1902年、ミス・グッドイヤーズ・スクールに入学するも、仕事の都合により一家がニューヨーク州の各地を転々としたため、1903年ホウリー・エンジェル・コンヴェント、1905年ミス・ナーディンズ・アカデミーと転校を繰り返した。
1908年、P&G社を解雇されると、エドワードはセントポールで食料品卸のブローカーを始める。一家はミネソタ州へと戻り、祖母宅で同居を始めた。フィッツジェラルドは地元の学校セントポール・アカデミーに入学した。1909年から校内誌「ナウ・アンド・ゼン」に『レイモンド家証書の謎』『右ハーフバック補欠選手リード』『名誉の借り』『緑色のブラインドのある部屋』といった作品の発表を始め、1911年、15歳の時に書いた脚本『レイディJの女』がミス・エリザベス・マゴフィン主宰の演劇グループより公演された。その後ニュージャージー州のプレップ・スクール、ニューマン・スクールへと入学し1913年、プリンストン大学を受験し、補欠入学した。
大学では、終生の友人であり後に自身の編集者を務めることになるエドマンド・ウィルソンと出会っている。ウィルソンはフィッツジェラルドの1学年上級であった。フィッツジェラルドは大学で引き続き詩作や演劇の脚本を書くなどしていたが、アカデミックな雰囲気に居心地の悪さを感じていたといわれ、1915年には単位不足と病気のため一時大学を休学し、ミネソタへと帰省している。さらに1917年にアメリカが第一次世界大戦に参戦すると大学を中退し、陸軍へと入隊した。

### 陸軍時代
予備将校訓練学校での訓練の中で創作への情熱と戦争に対する不安に苛まれたフィッツジェラルドは、アラバマ州モントゴメリー付近のキャンプ・シェリダン滞在中に小説『ロマンティック・エゴティスト』の執筆を開始した。
フィッツジェラルドはこの作品を、大手出版社スクリブナーズへと持ち込んだ。編集者は作品を評価したものの、出版は認められなかった。第一次世界大戦は1918年に終結し、内地勤務のまま戦地のヨーロッパへと渡ることなく、フィッツジェラルドは陸軍を除隊した。

### ゼルダとの出会い

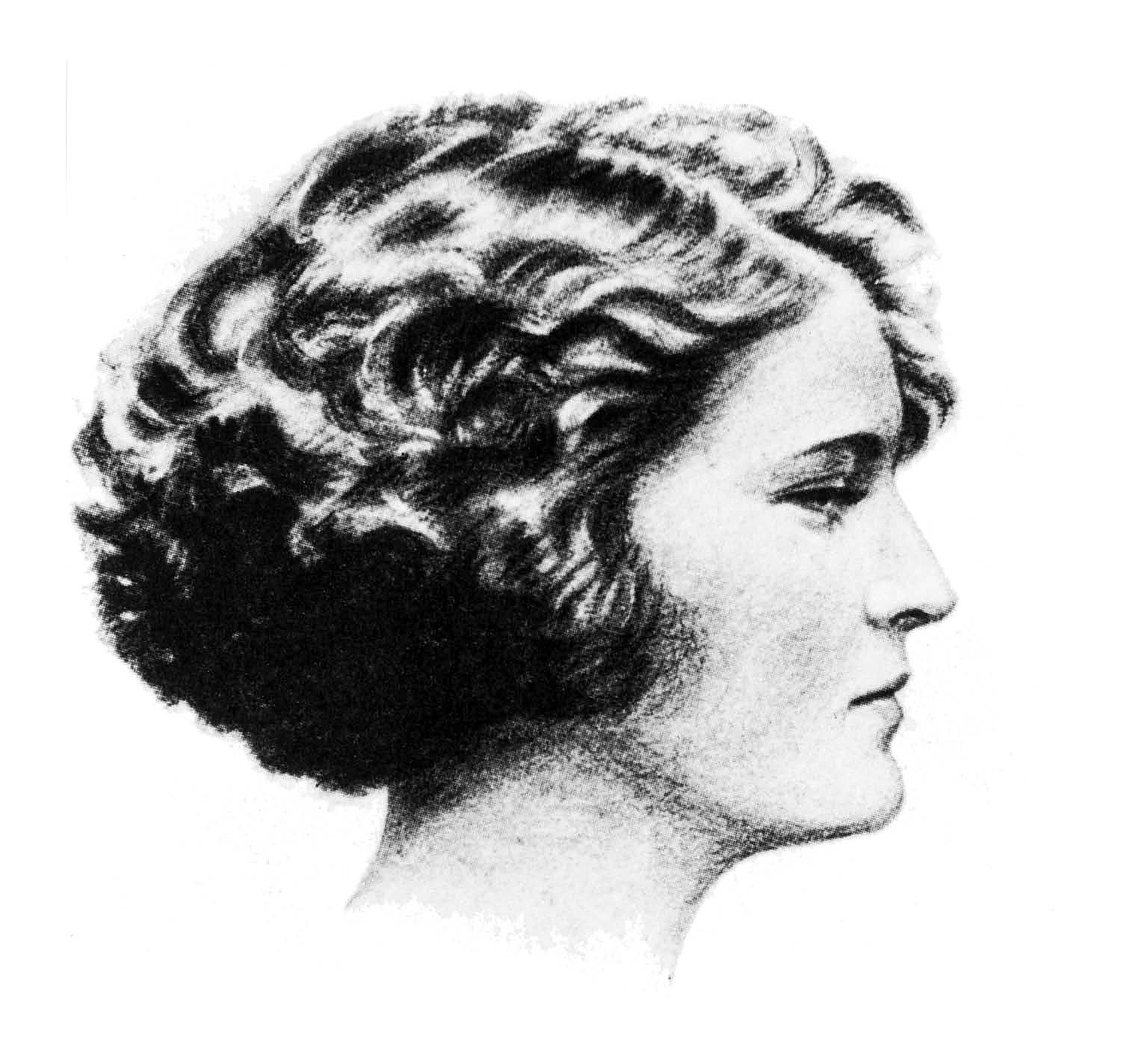
ゼルダ・セイヤー（1922年）

キャンプ・シェリダンでの訓練中、フィッツジェラルドはモントゴメリー・カントリー・クラブにおいてゼルダ・セイヤーと出会った。フィッツジェラルド曰く、ゼルダは「アラバマ・ジョージアの2州に並ぶ者無き美女」で、2人はすぐに恋に落ちた。
1919年2月フィッツジェラルドが陸軍を除隊すると2人は婚約し、彼はニューヨークで広告代理店に勤めコピーライターとして勤務した。しかし彼の生活力に疑問を抱いたゼルダは婚約を解消してしまい、フィツジェラルドは7月に勤務先を退職し、セントポールの両親の家へと戻ることになった。
セントポールでフィッツジェラルドは家の一室にこもり、『ロマンティック・エゴティスト』の推敲に心血を注いだ。書き上げられた作品は前回と同様にスクリブナーズへと送られ、その価値を認められた。翌1920年3月に『楽園のこちら側』と改題され出版されると、この作品は高く評価されると同時にベストセラー入りした。4月には再び婚約していたゼルダとニューヨークのセント・パトリック大聖堂で結婚した。1921年には娘のフランセス（愛称スコティー）が誕生した。

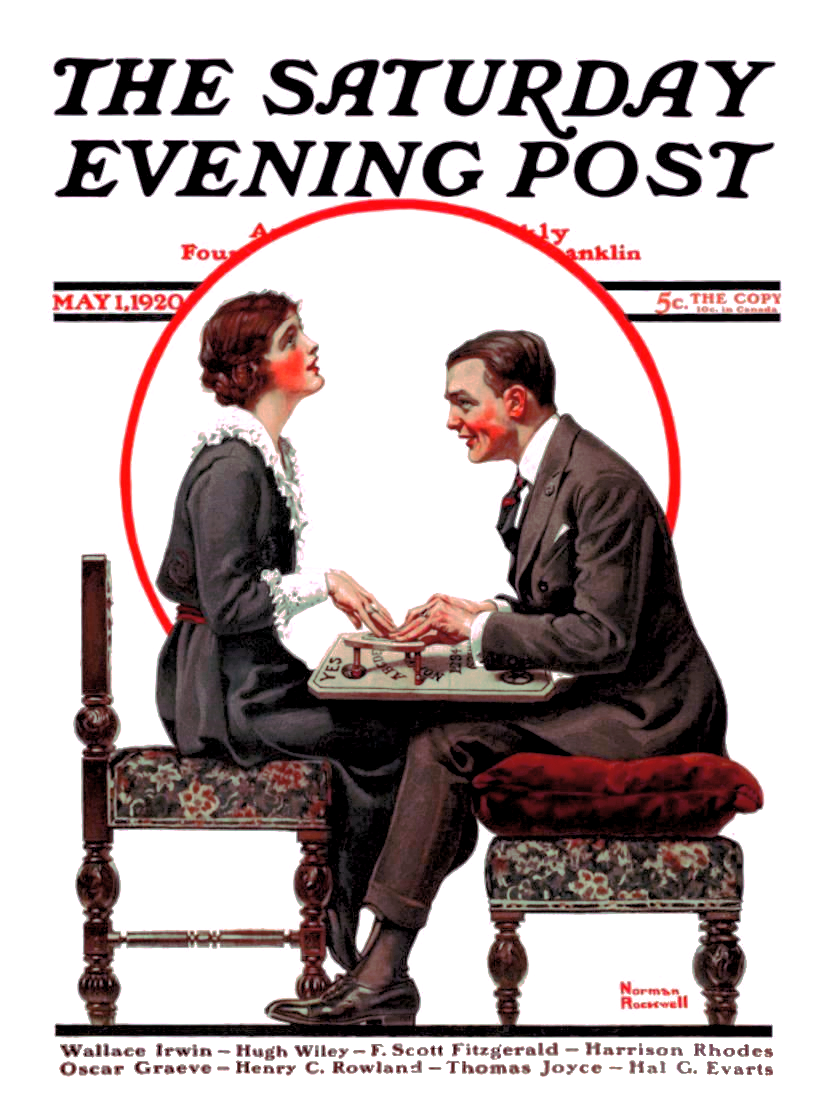
F・スコット・フィッツジェラルド著、ノーマン・ロックウェル絵『バーニスボブス彼女の髪』の(1920年)登場人物がウィジャボードで遊ぶ様子

### ジャズ・エイジ

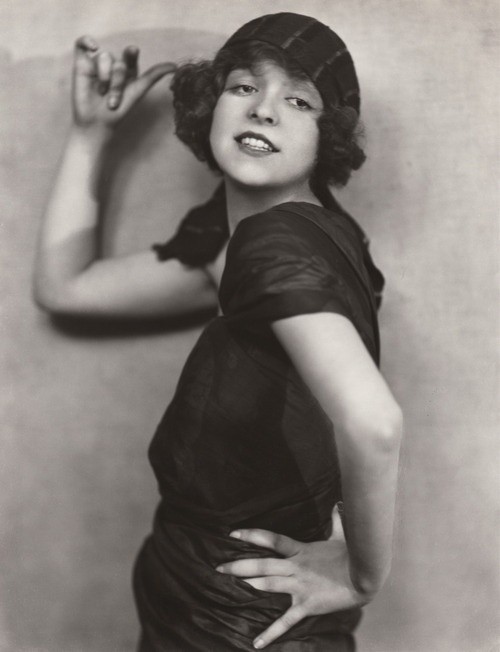
フラッパーのファッション女優クララ・ボウ

1920年代は間違いなくフィッツジェラルドが最も輝いたときだった。1922年に出版された2作目の長編小説『美しく呪われし者』は未熟な部分もあった前作に比べ格段の進歩を遂げていた。そして1925年には3作目の長編小説『グレート・ギャツビー』が出版されている。後世、この作品によってフィッツジェラルドは、1920年代アメリカのいわゆる「ジャズ・エイジ」や「フラッパー」の象徴としてのみならず、20世紀アメリカ文学全体を代表する作家の仲間入りを果たした。
しかし発表当時は、批評家の受けは良くても、流行作家が背伸びして書いた文学寄りの作品という程度の受け取られ方で、内容が明快で多くがハッピーエンドであったこれまでの短編と大きく違った重厚なストーリーは、支持層であった若い読者にはあまり歓迎されず、フィッツジェラルドが期待したほどの売上にはならず、彼は落ち込んだという。『グレート・ギャツビー』は、1930年代には絶版になった時期すらあり、名作として不動の評価を受けることになったのは、フィッツジェラルドの死後10年以上経ってからであった。この頃、執筆の合間をぬってヨーロッパへ旅行している。パリや南仏のリヴィエラでは、アメリカを抜け出してきたアーネスト・ヘミングウェイらと出会っている。
フィッツジェラルドは小説を書くことに関しては真面目な人間であったが、ニューヨークの社交界におけるゼルダとの奔放な生活を満たすほどの収入は得られなかった。そこで彼は、日刊紙や雑誌に短編小説を書きまくり、自身の小説の映画化権を売って生活費を稼ぎ出していた。彼は生涯にわたって金銭的なトラブルに悩まされており、しばしばマクスウェル・パーキンスなどの編集者から原稿料を前借りしていた。

### 大恐慌以降
フィッツジェラルドは1920年代の終わり頃から4本目となる長編に取り組み始めたが、生活費を稼ぐために収入の良い短編を書かざるを得ず、執筆は遅滞した。1929年のウォール街での株価大暴落に端を発する世界恐慌、さらに1930年にはパリでゼルダが統合失調症の発作を起こしスイスの精神病院で療養することになり、彼の生活に暗い影が差し始めた。翌1931年に父エドワードが死去したことで妻を残して先に帰国する。
1932年にゼルダはボルチモアの病院に転院し、フィッツジェラルドは一人で家を借りて長編小説に取り組み始めた。この作品の主人公である、若く将来を約束された精神科医ディック・ダイバーは彼の患者であった富豪の娘ニコルと恋に落ちる。不安定な妻に翻弄され転落していく主人公を美しい文章で描いたこの作品は、『夜はやさし』と題して1934年に出版された。しかし恐慌下のアメリカでフィッツジェラルドは既に過去の人となっており、作品の売り上げは芳しいものではなかった。絶望から次第に彼はアルコールに溺れるようになっていった。

### ハリウッド時代

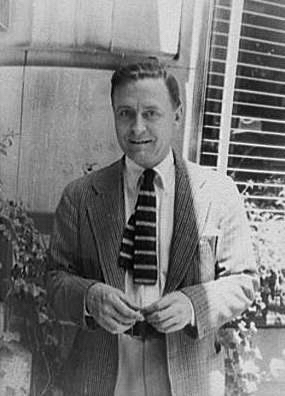
ハリウッドにて（1937年）

1930年代後半のフィッツジェラルドは、借金の返済とスコティーの学費を稼ぐためにシナリオライターとして映画会社と契約し、ハリウッドに居住した。ただ、これは脚本書きとしての腕を見込まれたというより、ちょうど映画界が無声映画からトーキーへの移行期で脚本家を大量に必要としていたことに加え、ベストセラー作家としてのかつての名声を買われた部分が大きかったという。彼は仕事の合間をぬって短編小説そしてハリウッドを舞台とする長編小説を書きためていった。
東海岸の療法施設で生活するゼルダとはすでに疎遠になっており、フィッツジェラルドは愛人シーラ・グレアムと生活していた。この時期、彼は自身のことを「ハリウッドの雇われ脚本家だ」と自嘲していたという。一方ユダヤ系イギリス人のシーラは、名家育ちのゼルダと対照的に孤児院で育ちながらも、美貌と才能を武器にして無一文から成り上り、渡米後はハリウッドスターのゴシップを新聞に執筆していた売れっ子ゴシップコラムニストだった。ゆえにフィッツジェラルドの晩年は、かつてはアメリカの頂点にいたベストセラー作家が、金銭的には恵まれてはいるものの物書きとしてのポジションは底辺であるゴシップコラムニストの愛人シーラに経済的に養われるという情けない状況であった。

### 死去

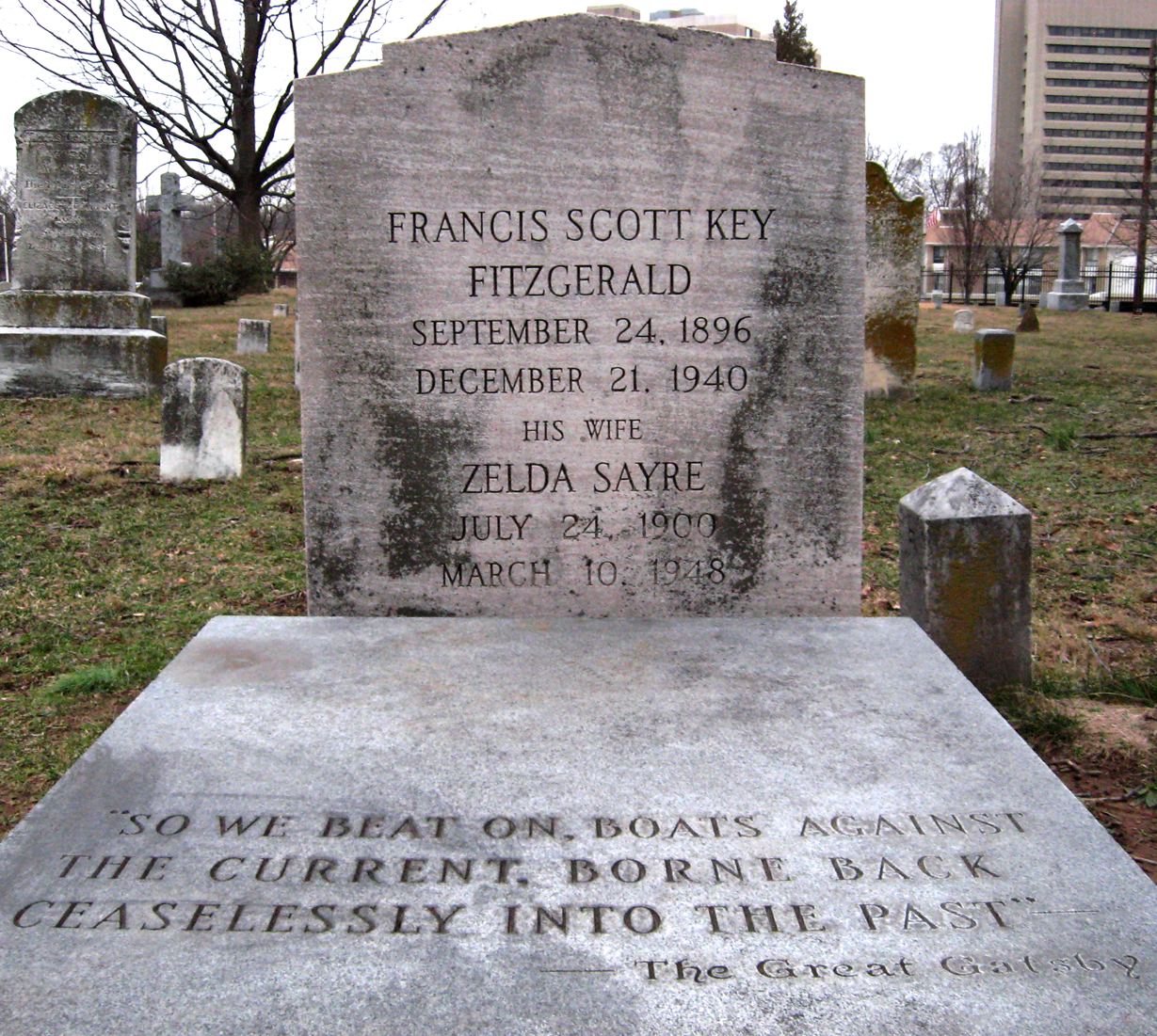
フィッツジェラルドと妻ゼルダの墓。手前には『グレート・ギャツビー』の一節が刻まれている。

アルコールが手放せず、健康状態が悪化していたフィッツジェラルドは心臓発作を何度か起こした。最後の小説を執筆中の1940年12月21日、再び心臓発作をおこし、グレアムのアパートで死亡した。
その葬儀は少人数でおこなわれた。参列した詩人のドロシー・パーカーは『グレート・ギャツビー』中のセリフ「The poor son of a bitch（かわいそうな奴だ）」を泣きながら呟いていたといわれる。なおゼルダは参列することはなかった。
フィッツジェラルドの最後の長編は未完成のままに終わった。ウィルソンは彼が書きためていたプロットを整理し、1941年に『ラスト・タイクーン』として出版した。
ゼルダはノースカロライナ州アシュビルの療養施設に入所していたが、1948年に起きた施設の火事によって亡くなった。ふたりの遺体は現在メリーランド州ロックビルの墓地に埋葬されている。
娘スコティーは作家のほか、ジャーナリストとして『ワシントン・ポスト』や『ザ・ニューヨーカー』等で活動し、1986年に64歳で死去した。

## 作品

### 長編
- 『楽園のこちら側』 This Side of Paradise （1920年）

『楽園のこちら側』朝比奈武訳　花泉社 2016
『楽園のこちら側』高村勝治訳　グーテンベルク21（電子書籍・2022）、初刊は荒地出版社「現代アメリカ文学全集」1957
- 『美しく呪われし者（英語版）』The Beautiful and Damned（1922年）

『美しく呪われた人たち』上岡伸雄訳　作品社 2019
- 『グレート・ギャツビー』 The Great Gatsby （1925年）

『偉大なるギャツビー』野崎孝訳　研究社出版 1957
『グレート・ギャツビー』新潮文庫（改版1989、新装改版2010）ISBN 978-4102063019
『偉大なギャツビー』集英社文庫（1994、改版2013） ISBN 978-4087606652
『夢淡き青春　グレート ギャツビィ』大貫三郎訳　角川文庫 1957
『華麗なるギャツビィ』角川文庫（改版1991、新版2013）
『グレート・ギャツビー』角川文庫（改版2022） ISBN 978-4041126523
『華麗なるギャツビー』佐藤亮一訳　講談社文庫 1974。のちグーテンベルク21
『華麗なるギャツビー』橋本福夫訳　ハヤカワ文庫 1974。電子書籍 2013
『華麗なるギャツビー』守屋陽一訳　旺文社文庫 1978
『グレート・ギャツビー』村上春樹訳　中央公論新社（2006）、下記参照
『グレート・ギャッツビー』小川高義訳　光文社古典新訳文庫（2009） ISBN 978-4334751890
- 『夜はやさし（英語版）』 Tender is the Night （1934年）

谷口陸男訳　角川文庫（上下、1960、復刊1989、改版2008）
森慎一郎訳　ホーム社（2008）、作品社（増補版・2014） ISBN 978-4861824807
岡本紀元訳　大阪教育図書（2008）
龍口直太郎訳　グーテンベルク21・電子出版 2022。初刊は荒地出版社「現代アメリカ文学全集」1957
- 『ラスト・タイクーン』 The Love of the Last Tycoon （1941年）

大貫三郎訳　角川文庫 1977、新装再版1989、改版2008
米田敏範訳　三笠書房 1977
乾信一郎訳　ハヤカワ文庫 1977
「最後の大君」 沼沢洽治訳 「世界文学全集76」集英社 1979
　他は沼沢訳「皐月祭・富豪青年・バビロン再訪」、野崎孝訳「偉大なギャツビー」。各・集英社文庫で再刊
上岡伸雄編訳　作品社 2020。他は短編4作品と関連書簡

### 短編集

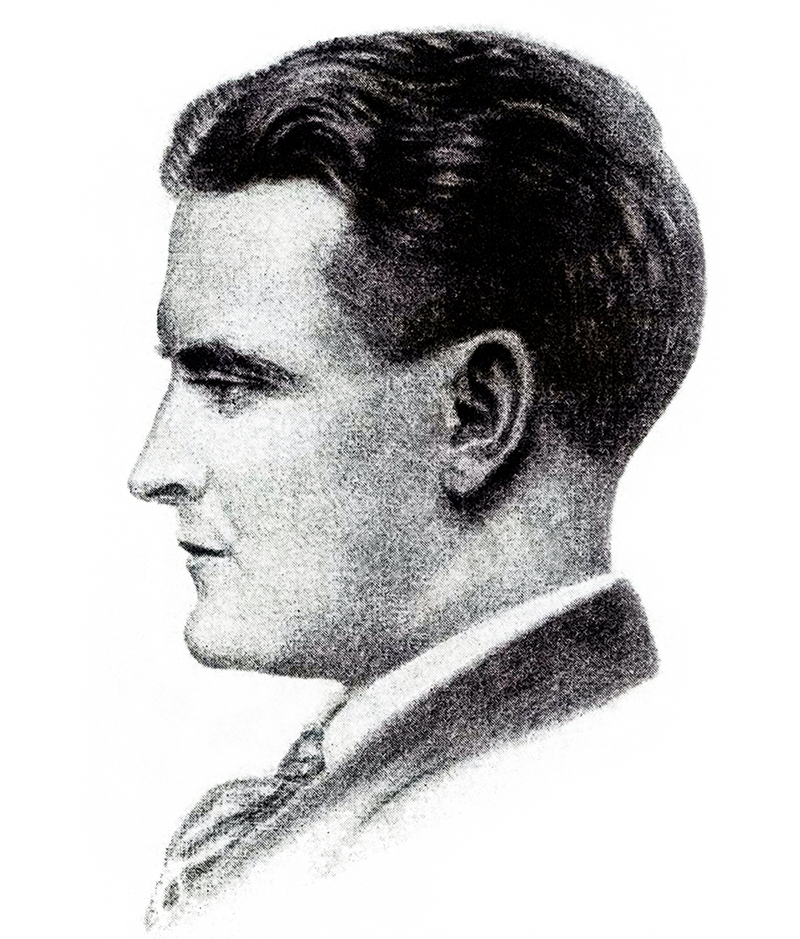
フィッツジェラルドの肖像画（1921年）

- 『フラッパーと哲学者（英語版）』Flappers and Philosophers （1920年）
- 『ジャズ・エイジの物語（英語版）』Tales of the Jazz Age （1922年）
- 『すべて悲しき若者たち（英語版）』All the Sad Young Men（1926年）
- Taps at Reveille （1935年）
- Afternoon of an Author （1957年）
- Babylon Revisited and Other Stories（「バビロン再訪」ほか 1960年）
　『バビロン再訪（英語版）』は映画化（邦題は『雨の朝巴里に死す』）。

飯島淳秀 訳『雨の朝巴里に死す 他二篇』角川文庫、1955年。 NCID BA35637675。改版「雨の朝パリに死す」1989年
清水光 訳『雨の朝巴里に死す』三笠新書、1955年。 NCID BN13396431。
佐藤亮一、山屋三郎、刈田元司 編訳『雨の朝巴里に死す』荒地出版社〈現代アメリカ文学全集 第3〉、1955年。 NCID BN05205050。
佐藤亮一 訳『雨の朝、パリに死す ほか五編』講談社文庫、1973年。
守屋陽一 訳『雨の朝パリに死す ほか』旺文社文庫、1979年。のちグーテンベルク21・電子出版、以上は旧訳
- The Pat Hobby Stories（1962年）

井伊順彦、今村楯夫 訳『パット・ホビー物語』風濤社、2016年。ISBN 9784892194269。 NCID BB22632803。
- The Basil and Josephine Stories（1973年）
- The Short Stories of F. Scott Fitzgerald（1989年）

#### 日本語訳（作品集）
- 冬の夢・罪の許し（西和世、森岡栄訳、英宝社、1956年）
- 裕福な青年・壊れる（宮本陽吉、永川玲二訳、南雲堂、1958年）
- 短編集 現代アメリカ文学選集 第7（佐藤亮一、徳永暢三訳、荒地出版社、1968年）
- フィッツジェラルド作品集（渥美昭夫、井上謙治編、荒地出版社〈全3巻〉、1981年）
『ジャズ・エイジの物語』『すべて悲しき若者たち』『崩壊』
- バビロン再訪 フィッツジェラルド短篇集（沼沢洽治編訳、集英社文庫、1990年）三篇
- フィッツジェラルド短編集（野崎孝編訳、新潮文庫、1990年、改版2012年）六篇
- フィッツジェラルド短篇集（佐伯泰樹編訳、岩波文庫、1992年）六篇
「バビロン再訪」を中心とした短編集。
- スコット・フィッツジェラルド作品集 わが失われし街（中田耕治編訳、響文社、2003年）
- 若者はみな悲しい（小川高義編訳、光文社古典新訳文庫、2008年） ISBN 978-4334751722
- ベンジャミン・バトン 数奇な人生

都甲幸治訳　イースト・プレス、2009年
永山篤一編訳、角川文庫、2009年

### その他の作品
- The Vegetable, or From President to Postman （戯曲、1923年）

大橋千秋 訳『植物 : 大統領から郵便配達人へ : 戯曲』大阪教育図書、2001年。ISBN 4271114480。 NCID BA53686694。
- The Crack-Up （随筆集、1945年）

宮本陽吉、渥美昭夫、井上謙治 編訳『崩壊 フィッツジェラルド作品集 3』荒地出版社、1993年。ISBN 4752100401。 NCID BN02295330。OCLC 54705659。

#### 脚本
- 『マリー・アントアネットの生涯 Marie Antoinette』（1938年）
- 『三人の仲間 hree Comrades』（1938年）

### 村上春樹訳・作品エッセイ
- マイ・ロスト・シティー フィッツジェラルド作品集（中央公論社、1981年、中公文庫、1984年、新書版「村上春樹翻訳ライブラリー」、2006年）- 短篇4作・エッセイ1編と村上のエッセイ
- ザ・スコット・フィッツジェラルド・ブック（TBSブリタニカ、1988年、中公文庫、1991年、翻訳ライブラリー、2007年）- 短篇2作と村上のエッセイ8編
- バビロンに帰る ザ・スコット・フィッツジェラルド・ブック2（中央公論社、1996年、中公文庫、1999年、翻訳ライブラリー、2008年）- 短篇5作と村上のエッセイ、※「村上春樹翻訳ライブラリー」は、各・増補改版
- グレート・ギャツビー（中央公論新社、2006年）- 単行版と「翻訳ライブラリー」が同時刊
- 冬の夢（中央公論新社、2009年、翻訳ライブラリー、2011年）- 20代の初期短篇5作
- ある作家の夕刻　フィッツジェラルド後期作品集（中央公論新社、2019年、翻訳ライブラリー、2025年）- 短篇8作・エッセイ5編
- 最後の大君（中央公論新社、2022年）
- フィッツジェラルド10 傑作選（中公文庫、2023年）

## 伝記・研究
- アンドルー・ターンブル 『完訳 フィッツジェラルド伝』 永岡定夫・坪井清彦訳、こびあん書房 2000年。中央公論新社 2025年 ISBN 978-4-12-005938-4
- Mizener, Arthur, The Far Side of Paradise, Houghton Mifflin, 1964 ISBN 978-0-395-08395-6
- Bruccoli, Matthew Joseph and Smith, Scottie Fitzgerald, Some Sort of Epic Grandeur University of South Carolina Press, 2002 ISBN 978-1-57003-455-8
- 宮脇俊文『『グレート・ギャツビー』の世界　ダークブルーの夢』青土社 2013年
  - 『ジャズ・エイジは終わらない　『夜はやさし』の世界』青土社 2019年
- 森川展男 『フィッツジェラルド 愛と彷徨の青春』 丸善ブックス 1995年
- 小堀用一朗 『スコット・フィッツジェラルド 人と作品』 鷹書房弓プレス 1994年
- 松浦和宏 『喪失と死者――F. スコット・フィッツジェラルドの短編小説――』 北海学園大学出版会 2025年 ISBN 978-4910236124

### 手紙
- 『フィッツジェラルドの手紙 愛と挫折の生涯から』 永岡定夫・坪井清彦編訳 荒地出版社 1982年
- 『フィッツジェラルド／ヘミングウェイ往復書簡集』 宮内華代子編訳、増訂版は佐藤美知子校閲 
ダイナミックセラーズ出版 2006年。文藝春秋企画出版部 2009年。増訂版・英光社 2018年 ISBN 978-4-87097-175-2

### 参考書籍
- 『ゼルダ・フィッツジェラルド全作品』 Matthew J. Bruccoli（マシュー・J．ブラッコリ）編
青山南・篠目清美訳、新潮社、2001年 ISBN 410-5406019
- ジル・ルロワ 『ゼルダ　最後のロマンティシスト』 伝田温訳、中央公論新社、2008年 ISBN 412-0039870
- シーラ・グレアム 『愛しき背信者』 龍口直太郎訳、新潮社、1973年
- ナンシー・ミルフォード 『ゼルダ 愛と狂気の生涯』 大橋吉之輔訳、新潮社、1974年
- カルヴィン・トムキンズ 『優雅な生活が最高の復讐である』 青山南訳、新版・田畑書店、2022年 ISBN 978-4-8038-0388-4